# دانی شامولویچ-روم
دانی شامولویچ-روم (به انگلیسی: Dani Shmulevich-Rom) مهاجم اهل اسرائیل است که از سال ۱۹۶۰ تا ۱۹۷۰ میلادی عضو تیم ملی فوتبال اسرائیل بوده و در ۲۹ بازی ملی حضور داشته است.